# Pelurgoperla
Pelurgoperla is een geslacht van steenvliegen uit de familie Gripopterygidae. De wetenschappelijke naam van het geslacht is voor het eerst geldig gepubliceerd in 1963 door Illies.

## Soorten
Pelurgoperla omvat de volgende soorten:
- Pelurgoperla personata Illies, 1963